# Brunello Spinelli
Brunello Spinelli (* 26. Mai 1939 in Florenz; † 6. Februar 2018 ebenda) war ein italienischer Wasserballspieler.
Brunello Spinelli trat für die Gruppo Sportivo Fiamme Oro an, die Sportabteilung der Polizia di Stato.
Der 1,82 m große Spinelli war 1960 bei den Olympischen Spielen in Rom als Ersatztorwart für Dante Rossi Mitglied der italienischen Mannschaft. Er wurde in den beiden Vorrundenspielen gegen Japan (8:1 für Italien) und gegen die Auswahl der Vereinigten Arabischen Republik (9:4 für Italien) eingesetzt. Da die italienische Mannschaft mit Rossi im Tor Olympiasieger wurde, erhielt auch Spinelli für seine beiden Einsätze eine olympische Goldmedaille.
Spinelli starb im Alter von 78 Jahren an den Folgen eines Verkehrsunfalls.